# Поместный приказ
Поместный приказ  — один из центральных органов управления (приказ) в Русском государстве XVI и XVII века, организованный, вероятно, в первой половине XVI века.
В приказе хранились писцовые и переписные книги, записи из них были основным документом при определении владельческой принадлежности земель и установлении размера налогов в государстве.

## История
В памятниках второй половины XVI века и начала XVII века он носит название Поместной избы. Поместный приказ существовал и в XVIII веке, пока не пала окончательно московская система военно-служилого строя на поместно-вотчинном основании и он не был поглощен Вотчинной коллегией.
Это был главнейший после Разрядного приказ в Русском государстве, ведавший, за некоторыми исключениями, всем служилым землевладением в Русском государстве, поместным и вотчинным, и притом не только раздачей и справкой поместий и вотчин, но и составлением писцовых и переписных книг. Круг ведомства Поместного приказа был только отчасти определён законодательством (XVI и XVII веков, главы Уложения царя Алексея и новоуказные статьи; законодательство о поместьях и вотчинах до Уложения занесено в так называемую указную книгу Поместного приказа, изданную с комментарием В. Н. Сторожевым в 1889 году). Приказ также решал все споры о поместьях и вотчинах.
В 1712 году Поместный приказ был передан в ведение Сената, в 1717 году — в ведение Юстиц-коллегии. Вероятно, приказ был упразднён в 1719 году, хотя после этого ещё дважды упоминался в Указах: 4 июля 1720 года (под названием Вотчинная канцелярия) и 2 мая 1721 года.

## Делопроизводство
Делопроизводство Поместного приказа дошло до нас в огромном числе столбцов и книг, частью совершенно не описанных и не изученных. Документы, в том числе и неактуальные, хранились в архиве Поместного приказа. Позднее большая часть этого материала была сосредоточена в Московском архиве министерства юстиции — ныне фонд 1209 (Поместный приказ) РГАДА. О юридической природе Поместного приказа в литературе до сих пор ведутся споры, которые не приводят к надежным результатам, потому что недостаточно опираются на документы. Только в самое последнее время сделаны были попытки систематического изучения столбцов Поместного приказа: первая — по Вологодскому уезду вообще, вторая — по Ростовскому уезду, в применении к одной только фамилии Савельевых. Специальной литературы по истории Поместного приказа не существует; отрывочные сведения о нем см. в работах П. И. Иванова, И.Е. Германа, Н. В. Калачова, С. В. Рождественского, К. А. Неволина, В. Н. Сторожева и других. Анализ единичных материалов, относящихся к производству Поместного приказа по земельным спорам, представлен на сайтах ряда современных юристов, практикующих в сфере земельного права.

## Руководитель (период)
- Ф. К. Елизаров, окольничий (1655—1664);